# Červenka

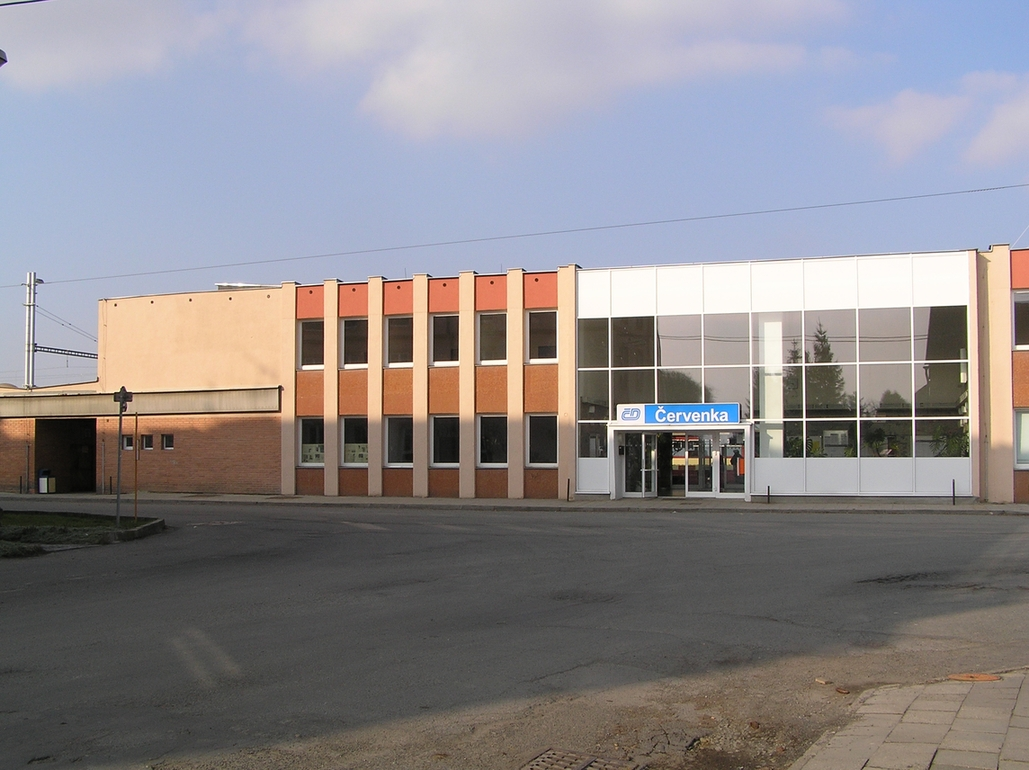
Bahnhof Červenka

Červenka (deutsch Schwarzbach) ist eine Gemeinde in Tschechien. Sie liegt zwei Kilometer nördlich von Litovel und gehört zum Okres Olomouc.

## Geographie
Červenka befindet sich am linken Ufer des Baches Čerlinka in der Obermährischen Senke (Hornomoravský úval). Nordwestlich erheben sich der Jelení vrch (274 m) und der Jelení kopec (262 m). Am nördlichen Ortsrand verläuft die Bahnstrecke Olomouc – Praha, westlich die Strecke Červenka – Prostějov. Gegen Westen erstreckt sich das Landschaftsschutzgebiet Litovelské Pomoraví, südöstlich liegt der ebenfalls dazugehörige Auwald Doubrava.
Nachbarorte sind Benkov und Střelice im Norden, Renoty und Dětřichov im Nordosten, Pňovice im Osten, Tři Dvory, Lhota nad Moravou und Březové im Südosten, Litovel im Süden, Víska, U Studánky und Mladeč im Südwesten, Nové Zámky und Nové Mlýny im Westen sowie Nový Dvůr und Králová im Nordwesten.

## Geschichte
Der Ort wurde als Straßendorf gegründet und erhielt seinen ursprünglichen Namen von dem Bach. Die erste schriftliche Erwähnung des Dorfes erfolgte 1287 in einer Urkunde König Wenzels II., der dem Littauer Richter Heinrich die richterlichen Rechte bestätigte, die zuvor König Ottokar II. Přemysl im Jahre 1250 dem ersten Richter von Littau, Heinrich Epich, erteilt hatte. Darin sind unter dem Zubehör auch zwei Huben Land in Swarczpach aufgeführt. Der übrige Teil des Dorfes war landesherrlicher Besitz. Im Jahre 1291 überließ Wenzel II. der Littauer Bürgerschaft große ländliche Besitzungen und die Dörfer, darunter Swarczpach wurden später dem Littauer Burgrecht unterstellt. Im Jahre 1371 wurde der Ort als Czirne, ab 1542 als Schwarzbach, ab 1555 als Černý, ab 1616 als Černá, ab 1677 als Schwartzbach, 1771 als Schwartzbachium und ab 1834 als Červinka bezeichnet. Während des Dreißigjährigen Krieges besetzten die Schweden 1642 Littau und die umliegende Gegend. Die Bevölkerung floh vor den Drangsalen in die Wälder. Nach dem Ende des Krieges wurde das aus 28 Bauern- und 14 Gärtnerstellen bestehende Dorf als wüst bezeichnet. Die Matriken werden seit 1657 in Littau geführt. Im Jahre 1771 bestand das Dorf aus 42 Häusern. 1787 entstand westlich des Dorfes die Kolonie Neu Schwarzbach/Nová Červenka. 1845 wurde die Eisenbahn von Olmütz nach Prag in Betrieb genommen und in Červinka der Bahnhof Littau – Litovel eingerichtet. Der Hochmeister des Deutschen Ordens, Erzherzog Maximilian Joseph von Österreich-Este, ließ sich 1847 neben dem Bahnhof ein kleines Schlösschen als persönliche Wartehalle für seine Reisen von und zu den Gütern Busau und Freudenthal errichten. Bis zur Mitte des 19. Jahrhunderts blieb Červinka immer nach Littau untertänig.
Nach der Aufhebung der Patrimonialherrschaften bildete Červinka/Schwarzbach mit dem Ortsteil Malá Červinka/Neu Schwarzbach ab 1850 eine Gemeinde in der Bezirkshauptmannschaft Littau. Beide Ortsteile wuchsen in dieser Zeit zu einer Einheit zusammen. Seit 1872 wurde die Namensform Červenka gebräuchlich, parallel dazu wurde ab 1881 auch der Name Čermné verwendet. 1886 entstand die Bahnstrecke Červenka-Litovel und der Bahnhof erhielt den Namen Červenka. Im Jahre 1900 lebten in dem Dorf 872 Menschen. Zu Beginn des 20. Jahrhunderts wurde der Ort tschechisch als Červenka t. Černá und seit 1921 nur noch als Červenka bezeichnet. Die Gemeinde hatte im Jahre 1921 979 Einwohner. 1924 erfolgte der zweigleisige Ausbau des Streckenabschnittes Zábřeh – Červenka und im Jahr darauf in der Gegenrichtung von Červenka nach Olmütz. Nach dem Münchner Abkommen wuchs die Einwohnerzahl durch Umsiedler aus den Sudetengebieten an, 1939 hatte Červenka 1103 Einwohner. Im Jahre 1950 waren es nur noch 859. Im Jahre 1957 wurde die zuvor zu Benkov gehörende Ansiedlung Nový Dvůr nach Červenka umgemeindet. Nach der Aufhebung des Okres Litovel wurde Červenka 1960 dem Okres Olomouc zugeordnet und zugleich Tři Dvory eingemeindet. Im Jahre 1970 lebten in Červenka und Tři Dvory 1463 Personen. 1979 erfolgte die Eingemeindung von Červenka mit Tři Dvory und Nový Dvůr nach Litovel. 1984 entstand das neue Bahnhofsgebäude. Seit 1990 bildet Červenka wieder eine eigene Gemeinde. 1991 wurden in Červenka 1257 Einwohner gezählt und beim Zensus von 2001 waren es 1314.

## Gemeindegliederung
Für die Gemeinde Červenka sind keine Ortsteile ausgewiesen. Zu Červenka gehört die Ansiedlung Nový Dvůr (Neuhof).

## Sehenswürdigkeiten
- Kirche des hl. Alfonso Maria de Liguori, am Bahnhof, erbaut 1860–1862 als Klosterkirche
- Kapelle der hl. Pauline von Paulinzella, errichtet 1798 auf dem ehemaligen Dorfanger
- Mariensäule, geschaffen 1756. Sie stand ursprünglich an einem Wegekreuz östlich des Dorfes. Nachdem in den 1990er Jahren die Marienstatue gestohlen worden war, wurde die Säule restauriert und 2008 in den Ort umgesetzt.
- Schloss Červenka, errichtet 1847 im Empirestil als Fürstenbahnhof für Erzherzog Maximilian Joseph von Österreich-Este. Er schenkte es 1859 den Redemptoristen, die darin ein Kloster einrichteten. Dieses wurde 1950 gewaltsam aufgelöst und das Gebäude durch die Forstverwaltung und Armee genutzt. Seit 1959 dient das Bauwerk als Altersheim.
- Denkmal für die Gefallenen des Ersten Weltkrieges, errichtet 1923
- Speicher in Volksbauweise aus dem 19. Jahrhundert